# Juliette Gréco
Juliette Gréco (7. února 1927, Montpellier, Francie – 23. září 2020, Ramatuelle) byla francouzská zpěvačka, herečka a šansoniérka.

## Životopis
Otec Juliette Gréco byl policejní komisař původem z Korsiky, matka pocházela z Bordeaux. Rodiče se rozvedli a Juliette a její starší sestru Charlotte vychovávali prarodiče z matčiny strany v Bordeaux až do roku 1933, kdy je matka odvezla do Paříže. Za války se s nimi uchýlila do Dordogne, kde pracovala v odboji a byla v roce 1943 zatčena. Obě sestry se vrátily do Paříže, ale byly rovněž zadrženy a uvězněny ve věznici ve Fresnes. Matka a sestra Charlotte byly deportovány do Ravensbrücku, odkud se vrátily až po válce. Juliette byla kvůli nízkému věku z Fresnes propuštěna a ocitla se sama a bez prostředků uprostřed Paříže, kde znala jedinou osobu, přítelkyni své matky a svoji profesorku francouzštiny Helene Duc. Helene se jí ujala a ubytovala ji ve svém penzionu blízko Saint-Germain-des-Prés, kde Juliette navštěvovala herecké kurzy, hrála v několika divadelních hrách a pracovala pro rozhlasový pořad věnovaný poezii. Brzy navázala mnohá přátelství s mladými umělci a intelektuály z levého břehu Seiny, mezi jinými s Borisem Vianem a Jeanem-Paulem Sartrem a stala se múzou existencialistů z Saint-Germain-des-Prés. V jednom z barů na levém břehu Le Tabou zahájila svoji kariéru zpěvačky.
V roce 1949 již měla bohatý repertoár písní zejména od Borise Viana a Jeana-Paula Sartra, zúčastnila se znovuotevření kabaretu Boef sur le toit (Býk na střeše). V té době potkala Milese Davise, do kterého se zamilovala. Chtěli se vzít, ale v té době bylo manželství mezi černými a bílými v mnoha amerických státech považováno za nelegální, Miles Davis nechtěl Juliette vystavovat útrapám bílé Evropanky provdané v USA za černocha, ona se nechtěla vzdát své kariéry ve Francii, takže se nakonec rozešli.
V roce 1951 dostala cenu SACEM za píseň Je hais les dimanches (Nenávidím neděle). V roce 1954 poprvé zpívala v pařížské Olympii. Při natáčení filmu Quand tu liras cette lettre (Až budeš číst ten dopis) potkala komika Philippa Lemaira, v roce 1953 se vzali, narodila se jim dcera Laurence-Marie a v roce 1956 se rozvedli. Juliette odjela do New Yorku , kde vzbudila nadšení svými interpretacemi písní slavných francouzských autorů. Později se v Hollywoodu při natáčení filmu Henryho Kinga Le soleil se leve aussi (Slunce také vychází) seznámila s producentem Darrylem Zanuckem, jejich milostný poměr však skončil v roce 1960 stejně jako krátká hollywoodská kariéra Juliette Gréco.
Od roku 1960 pokračovala Juliette ve své kariéře zpěvačky, kterou již neopustila. V roce 1965 potkala svého pozdějšího manžela herce Michela Piccoliho, vzali se v roce 1966, v roce 1977 se rozvedli.
V roce 1984 dostává řád Rytíř čestné legie, v roce 2007 ocenění celoživotního díla „Victoire d´honneur“, ještě v roce 2012, v 85 letech vydává album písní oslavujících Paříž a z rukou starosty Paříže Bertranda Delanoe přijímá Velkou stříbrnou medaili města Paříže. Delanoe při té příležitosti řekl: „Nastal čas, aby jí její město poděkovalo. Juliette Gréco, to je Pařížanka dneška i Pařížanka ztělesňující nikdy nepomíjející slavné časy Paříže minulé.“ Zpěvačka, která často reprezentovala Francii a Paříž v zahraničí, odpověděla: „Nenarodila jsem se v Paříži, ale v Montpellier. Na svět jsem však přišla tady.“
V dubnu 2012 vystoupila na koncertě před vyprodaným hledištěm divadla ve Stuttgartu, doprovázená svým pianistou a zároveň manželem Gérardem Jouannestem a dočkala se „standing ovation“ nadšeného publika.
Dne 24. dubna 2015 zahájila avizované roční turné na rozloučenou nazvané „Merci“, hned první koncert však musela předčasně ukončit kvůli nevolnosti.

## Autobiografie
- 1982 Jujube (vydáno ve Francii), Stock